# آلکسی تامیسته
آلکسی تامیسته (استونیایی: Aleksei Tammiste؛ زادهٔ ۲۹ ژوئیهٔ ۱۹۴۶) بازیکن بسکتبال اهل اتحاد جماهیر شوروی سوسیالیستی و استونی بود.
از باشگاه‌هایی که در آن بازی کرده‌است می‌توان به باشگاه بسکتبال کالو اشاره کرد.